# Hinako-Inseln
Die Hinako-Inseln (indonesisch Kepulauan Hinako) sind eine indonesische Inselgruppe im östlichen Indischen Ozean.

## Geographie
Die Hinako-Inseln gehören zum Distrikt (Kecematen) Sirombu des Regierungsbezirks Westnias (indonesisch Kabupaten Nias Barat) in der Provinz Nordsumatra (indonesisch Sumatra Utara). Der Archipel befindet sich vor der Westküste der Insel Nias, westlich von Sumatra.
Hauptinsel ist Hinako im Zentrum des Archipels. Etwa einen Kilometer südwestlich liegt Imana, etwa zwei Kilometer nordöstlich Langu, zwei Kilometer südöstlich Bugi und zwei Kilometer südlich Bawa, die größte Insel der Gruppe. Etwa fünf Kilometer westlich von Hinako befindet sich die Insel Heruanga. Einen halben Kilometer südlich von Bugi liegt die kleine Insel Hamutala und acht Kilometer von Hinako entfernt, liegt im äußersten Nordwesten des Archipels die Insel Asu.
Die Inseln sind flache, mit Vegetation bewachsene Korallenriffe, die von breiten Riffen umgeben sind.
Auf Hinako liegen die Dörfer Hinako und Balowondrato. Imana, Bawasawa und Halomana sind die Siedlungen auf Imana und auf Bawa befinden sich die Ortschaften Bawusaloo und Balojasa. Das Dorf Maruhawa liegt auf Asu.

### Inselliste
- Karte mit allen Koordinaten:
- OSM |
- WikiMap

| Inselname | Aliasname | Koordinaten           | Fläche (km²) | Einwohner | Anmerkung  |
| --------- | --------- | --------------------- | ------------ | --------- | ---------- |
| Asu       |           | 00° 54′ N, 097° 17′ O | …            | …         |            |
| Bawa      |           | 00° 49′ N, 097° 21′ O | …            | …         |            |
| Bugi      | Bogi      | 00° 51′ N, 097° 22′ O | …            | 0         |            |
| Hamutala  |           | 00° 50′ N, 097° 23′ O | …            | 0         |            |
| Heruanga  |           | 00° 52′ N, 097° 17′ O | …            | 0         |            |
| Hinako    |           | 00° 52′ N, 097° 21′ O | …            | …         | Hauptinsel |
| Imana     |           | 00° 51′ N, 097° 19′ O | …            | …         |            |
| Langu     |           | 00° 53′ N, 097° 22′ O | …            | 0         |            |

## Fauna
Auf den Hinako-Inseln sind 53 verschiedene Vogelarten bekannt, darunter gefährdete Arten wie der Weißbauch-Fregattvogel (Fregata andrewsi), der Große Knutt (Calidris tenuirostris) und der seltene Keilschwanz-Sturmtaucher (Ardenna pacifica). Als potenziell gefährdet gelten die hier zu findenden Swinhoewellenläufer (Oceanodroma monorhis), Orient-Schlangenhalsvogel (Anhinga melanogaster), Malaienregenpfeifer (Charadrius peronii), Pfuhlschnepfe (Limosa lapponica), Rotkehl-Strandläufer (Calidris ruficollis), Grauschwanz-Wasserläufer (Tringa brevipes), Tukkispecht (Meiglyptes tukki), Langschwanzsittich (Psittacula longicauda) und Feuermennigvogel (Pericrocotus igneus).

## Geschichte

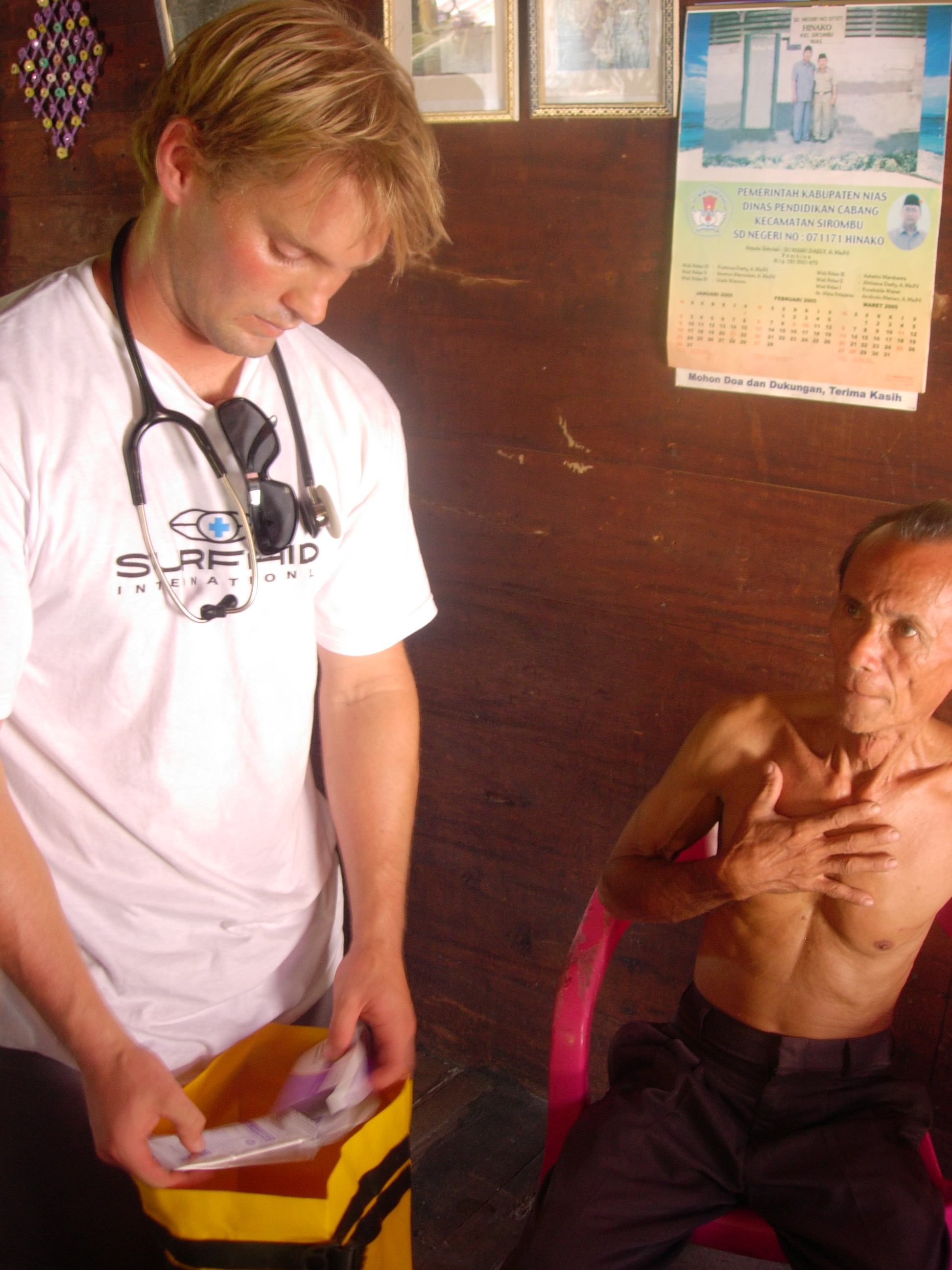
Medizinische Versorgung von Einheimischen nach den Tsunami von 2004

Beim Erdbeben vor Sumatra 2005 wurden die Inseln drei Meter in die Höhe gehoben. Zuvor waren die Inseln schon von der großen Tsunami vom 26. Dezember 2004 getroffen worden.

## Tourismus
Bawa und Asu sind das Ziel von Surftouristen. Daneben können Besucher auch fischen und schnorcheln, letzteres an der ruhigeren Ostküste Asus und bei Hutu Langu. Die Inseln sind nur per Boot von Nias aus erreichbar, das über einen Flughafen verfügt. Sechsmal die Woche besteht ein Fährverkehr von Sirombu auf Nias aus.